# Takuro
Takurō Kubo (jap. 久保 琢郎 Kubo Takurō;  ur. 26 maja 1971 w Hakodate, Hokkaido) – jeden z gitarzystów oraz lider popularnego japońskiego zespołu rokowego Glay. Takurō jest kompozytorem i autorem tekstów piosenek. Jako kompozytor i muzyk współpracował z artystami takimi jak: Hikaru Utada, Namie Amuro, Misia czy Mika Nakashima. Wydał też albumy solowe.

## Albumy solowe
Album: Instrumental Collection
- Artysta: TAKURO
- Data: 19 września 1998
- Ścieżka dźwiękowa:
  - HOWEVER
  - SOUL LOVE
  - Yes, Summerdays
  - Ikiteku Tsuyosa
  - Miyako Wasure
  - a Boy~Zutto Wasurenai~
  - Kuchibiru
  - Manatsuno Tobira
  - Zutto Futari de...
  - Glorious
  - Yuuwaku
  - BELOVED

Album: FLOW of SOUL vol 1. Takuro meets Vanessa Mae
- Artyści: Takuro i Vanessa Mae
- Data : 24 kwietnia 2002
- Ścieżka dźwiękowa:
  - Way of Difference
  - Francis Elena　featuring Vanessa Mae　
  - Zutto Futtari de・・
  - Glorious
  - a Boy ～zutto wasurenai～
  - Kanojo no "Modern・・・"
  - HOWEVER
  - I'm in Love
  - Yuuwaku
  - Biribiri crashman
  - Sen no naifu ga mune wo sasu
  - Pure Soul

### Kompozycje dla innych artystów
- "Summer Shakes" i "I believe you" (Miju, 1997)
- "Mitsumeteitai" i "Moon~ watashi he" (ROMI, 1998)
- "Couples" i "Love is always trouble" (Miju, 1998)
- "LOVE CLOVER" i "Empty Pocket"(Miho Nakayama, 1998)
- "kokoro ni amega" (Hideki Ohtoku, 1999)
- "Fairyland(Yuki Koyanagi, 1999)
- "リズムとルール" (Ryoko Shinohara, 2000)
- "Dorama" i "Time Limit" (Hikaru Utada, 2001)
- "Sweet Season" (SONO, 2002)
- "Engaged" (Tak Matsumoto, 2002)
- "灼熱 (melodia)" (Stealth, 2002)
- "LOVEBITE" (Namie Amuro, 2003)
- "Fuyu no etorage" (MISIA, 2004)
- "Ruten" (Joshijunigakubo, Twelve Girls Band, 2005)
- "Kiss from a rose (melodia)" (Misato Watanabe, 2005)
- "Hitoiro" i "Eyes for the Moon" (Mika Nakashima, 2006)
- "Say Something (letra)" (Kyosuke Himuro, 2006)
- "Go Ahead" (Mitsuhiro Oikawa, 2008)